# 尤金·瓦克
尤金·瓦克（Eugen Wacker，1974年4月18日—），吉尔吉斯斯坦男子自行车運動員。

## 簡歷
2010年11月，尤金·瓦克代表吉尔吉斯斯坦參加亞洲運動會自行車比賽，奪得男子公路个人计时赛銀牌。